# Taufbecken Notre-Dame de la Nativité (Lassy)

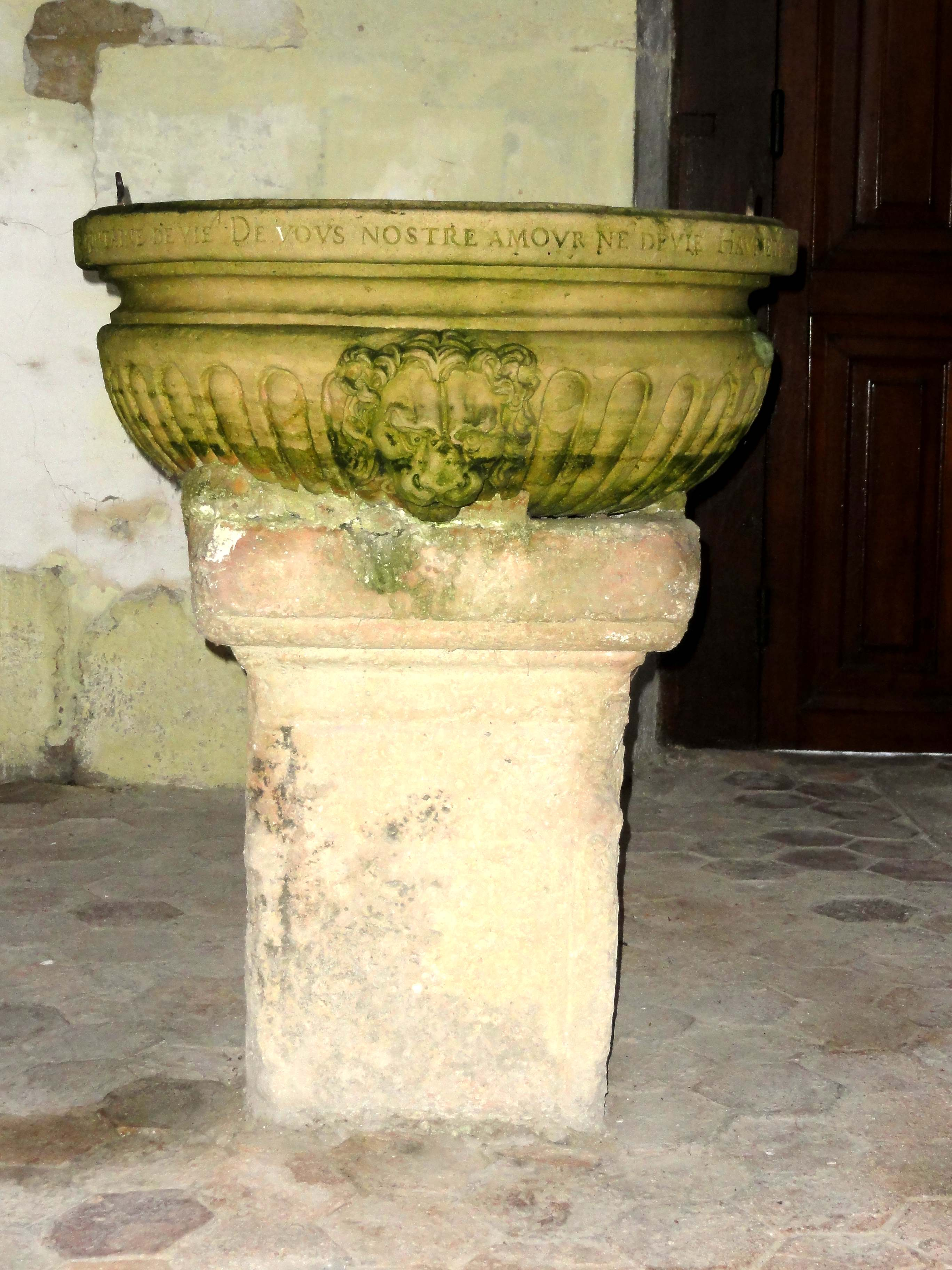
Taufbecken in Lassy

Das Taufbecken in der katholischen Kirche Notre-Dame de la Nativité in Lassy, einer französischen Gemeinde im Département Val-d’Oise in der Region Île-de-France, wurde 1556 geschaffen. Im Jahr 1912 wurde das Taufbecken im Stil der Renaissance als Monument historique in die Liste der geschützten Objekte (Base Palissy) in Frankreich aufgenommen.
Das runde Taufbecken aus Stein besitzt folgende Inschriften: 
„Bon IHS fontaine de vie de vous nostre amour ne dévie“ (Gütiger Jesus, Quelle des Lebens, von dir weicht unsere Liebe nicht ab)
„Haurietis aquas de fontibus salvatoris“ (Ihr werdet Wasser schöpfen aus den Quellen des Erlösers)
הַיְשׁוּעָה (ha jeschu’ah – der Erlöser / das Heil [letztes Wort des Jesajaverses, christlich auf Jesus gedeutet])
„Esa[ias] 12“ (Jesaja 12)
„Dece[mbre] 1556“
Der ursprüngliche Sockel ist nicht mehr vorhanden.